# Symfonie nr. 2 (Rachmaninov)
Symfonie nr. 2 in e mineur, opus 27 werd geschreven voor orkest door de  Russische componist Sergej Rachmaninov in 1906-1907.

## Geschiedenis
Toen hij zijn tweede symfonie componeerde, had Rachmaninov twee succesvolle seizoenen als dirigent van de Imperial Opera van het Bolshoi Theater in Moskou achter de rug. Hij beschouwde zichzelf in die tijd vooral als componist en vond dat het drukke optredensschema hem afhield van het componeren. Vandaar dat hij met zijn echtgenote en hun jonge kind naar Dresden verhuisde, om meer tijd te kunnen besteden aan het componeren, en in een poging om aan de politieke drukte, die Rusland uiteindelijk in de revolutie zou storten, te ontsnappen. Ze bleven daar drie jaar, maar brachten de zomers door op het landgoed Ivanovka van zijn schoonfamilie, nabij Moskou. In die tijd schreef Rachmaninov niet alleen zijn tweede symfonie, maar ook het symfonisch gedicht  het Dodeneiland .
De compositie werd op de première op 8 februari 1908 door de componist zelf gedirigeerd. Het werk duurde ongeveer 60 minuten. Soms bracht men daarna coupures aan en werd de duur teruggebracht tot 40 minuten. Op de partituur staat een opdracht vermeld aan Sergej Tanejev, een leerling van Pjotr Iljitsj Tsjaikovski.
Rachmaninov was er niet helemaal van overtuigd dat hij een begaafd componist van symfonieën was; dat had alles te maken met de mislukking van zijn eerste symfonie (die tijdens de première in 1897 gedirigeerd werd door Alexander Glazoenov); de kritieken waren toen zo erg dat de jonge componist er een depressie van gekregen zou hebben. Zelfs na het succes van zijn tweede pianoconcert (dat in 1904 behalve de Glinka Prijs hem bovendien 1000 roebel opleverde), zou het Rachmaninov nog steeds aan vertrouwen in zijn talent als componist ontbroken hebben. Hij was ontevreden met de eerste versie van zijn tweede symfonie, maar na maanden van herzieningen dirigeerde hij uiteindelijk in 1908 de première, die hem tien maanden later opnieuw de Glinka prijs opleverde. Dat bevestigde het gevoel van eigenwaarde als getalenteerd componist van Rachmaninov behoorlijk.

### Herzieningen
Vanwege de aanzienlijke lengte van het werk is de symfonie onderwerp geweest van veel herzieningen, in het bijzonder in de jaren veertig en vijftig, die het stuk van ongeveer één uur tot circa 40 minuten terugbrachten.
Vandaag de dag wordt het werk meestal in zijn geheel uitgevoerd, zij het soms met weglating van een herhaling uit het eerste deel en een coupure in het laatste deel.

## Analyse
De symfonie is geschreven voor een compleet orkest: 3 fluiten (waarvan de 3e ook piccolo), 3 hobo’s (waarvan de 3e ook althobo), 2 klarinetten, basklarinet, 2 fagotten, 4 hoorns, 3 trompetten, 3 trombones, tuba, pauken, slagwerk (3 spelers; kleine trom, grote trom, bekkens en glockenspiel) en strijkers.

### De delen
De symfonie bestaat uit vier delen:
- Largo - Allegro moderato
- Allegro molto
- Adagio
- Allegro vivace

De symfonie heeft, in lijn met de Russische symfonische traditie, een duidelijke dramatische volgorde. De traditie zoals die door de voorgangers van Rachmaninov werd gevestigd legt de nadruk vooral op het motief en op een “oneindige en “mooie” stroom van muziek”, zoals we dat bij Tsjaikovski's Vijfde symfonie (ook in e mineur) en later bij Balakirevs tweede symfonie en Prokofjevs Vijfde symfonie tegenkomen.

#### Eerste deel
Het eerste deel is broeierig en mysterieus; intens dramatisch en wisselt tussen “stormachtige conflicten en een serene visie.” De cello’s en de contrabassen introduceren het melodische motto in de “langzame…dichte structuur” van het Largo, dat een ongewoon lange introductie vormt voor het eerste thema. In het Allegro moderato rondt Rachmaninov het “restant” uit het eerste thema af, in de vorm van een sonate, wat de ontwikkeling oproept van de largo introductie alvorens de spanning wordt opgebouwd naar een tweetal climaxen. Tegen het eind van dit deel ontwikkelt zich een ander thema, in G majeur, grotendeels gedragen door de strijkers. Het deel eindigt met hetzelfde motief als het largo in een coda, met dezelfde energie en in hetzelfde tempo als daarvoor, maar lichter en korter van als de "juiste" afsluiting van het largo in de introductie.

#### Tweede deel
In de structuur van de traditionele Russische romantische symfonie gaat het scherzo vooraf aan het langzame deel (zoals bij Borodin en Balakirev). Het eerste motief wordt grotendeels uitgevoerd door de hoornsectie. Er is een tweede thema dat refereert aan het eerste deel, en dat uiteindelijk het definitieve motief voor het hele werk wordt. Het koraal van de kopersectie aan het eind van het scherzo is kil en afkomstig uit het Dies Irae, een Gregoriaanse klaagzang voor de doden die vele in van Rachmaninov’s werken voorkomt en grote invloed op zijn creatieve leven heeft gehad (zoals in het Dodeneiland, de Rapsodie op een thema van Paganini, zijn Eerste symfonie, en de tweede serie van de Symfonische dansen. Het korale thema van de kopersectie duikt later op de cadens van het laatste deel.

#### Derde deel
Dit thema, opnieuw verwant aan het motief van de compositie, komt voornamelijk door de eerste viool tot uitdrukking, in een extreem  romantische stijl en melodie, waarvan de echo in een solo van de klarinet- en de hobosectie terug te horen is. De symfonie bereikt haar emotionele climax in dit deel, na door de althobo en de viool ingelaste passages gevolgd door een rêverie van de klarinet dat doet denken aan het eerste deel, en het algemene motief van de compositie verder tot ontwikkeling brengt; deze ontwikkeling wordt beschouwd als een toevoeging aan de introductie van het largo uit het eerste deel. Aan het einde van het Adagio komt het motief in zijn originele vorm terug, wat opnieuw verband legt met het eerste deel, en wat duidelijk beschouwd wordt als een zeer begaafde geraffineerde manier om de introductie van het Largo uit het eerste deel definitief af te sluiten.

#### Vierde deel
In de Russische symfonische traditie worden de motieven en thema’s van de voorafgaande delen “collectief opgesomd” in de finale. Het laatste deel is groots en meeslepend, in sonatevorm gegoten, en bevat de essentie van het werk. Een aantal ideeën zijn duidelijk aanwezig in de finale: het openingsthema, het marsthema, en de terugkerende romantische strijkersmelodie uit het derde deel.

## Discografie
- Nikolai Sokoloff als dirigent van het Cleveland Orchestra, 1928, Cleveland Orchestra, (mono) (de eerste opname); ;
- Nikolai Golovanov als dirigent van het Moscow Radio Symphony Orchestra, 1945, Boheme/Melodiya (mono);
- Vladimir Asjkenazi als dirigent van het Concertgebouworkest, 1981, Decca;
- Sir Simon Rattle als dirigent van Los Angeles Philharmonic Orchestra, 1984, EMI;
- Jevgeny Svetlanov als dirigent van State Academic Symphony Orchestra of the Russian Federation, 1985, Live opname, Scribendum;
- Michail Pletnev als dirigent van Russisch Nationaal Orkest, 1993, Deutsche Grammophon;
- Mariss Jansons als dirigent van St. Petersburg Philharmonic Orchestra, 1994, EMI.

## Transciptie
De symfonie werd door componist Alexander Warenberg gearrangeerd tot een 'Vijfde Pianoconcert'. Warenberg streefde hierbij naar een compositie in drie delen, om de vorm die Rachmaninoff zelf hanteerde te behouden. Het tweede deel van het pianoconcert gebruikt materiaal uit het tweede en derde deel van de symfonie.